# Katō Hiroyuki
Le baron Katō Hiroyuki (加藤弘之, 5 août 1836 - 9 février 1916) est un homme politique japonais de l'ère Meiji.

## Biographie
Kato est né dans une famille samouraï du domaine d'Izushi, dans la province de Tajima (aujourd'hui dans la préfecture de Hyōgo). Il a étudié la science militaire avec Shōzan Sakuma et le Rangaku avec Oki Nakamasu à Edo. En tant qu'instructeur à l'institut de Bansho Shirabesho dans l'étude de la science et de la technologie occidentale de 1860 à 1868, il fut un des premiers Japonais à étudier la langue allemande et la philosophie allemande.
Après la restauration de Meiji, Kato a écrit de nombreuses thèses recommandant l'adoption par le Japon d'un gouvernement de style occidental, en particulier d'une monarchie constitutionnelle avec une assemblée nationale basée sur une démocratie représentative. Il a rejoint le parti politique Rikken Seiyūkai, et fut également un membre fondateur de la société intellectuelle Meirokusha avec Arinori Mori. Il croyait fortement dans le Darwinisme social, et a établi des parallèles entre un gouvernement démocratique et l'ordre naturel. En tant que membre du Genrōin ("Chambre des Anciens"), il a fortement soutenu l'étatisme, un type de gouvernement beaucoup plus autoritaire que la vision prônée par le mouvement pour la liberté et les droits du peuple.
Kato faisait des conférences à l'empereur Meiji chaque semaine sur le droit constitutionnel et international, utilisant des traductions des textes occidentaux pour expliquer le concept de la séparation des pouvoirs entre les branches exécutives, législatives et judiciaires du gouvernement, l'histoire des Constitutions en Europe, et les différentes formes d'administration locale.
Kato a été surintendant des départements de droit, de science, et de littérature à l'université impériale de Tokyo de 1877 à 1886, et aussi président de 1890 à 1893. Il fut à la tête de l'Académie impériale de 1905 à 1909. Il était également conseiller spécial à l'Agence impériale.
Kato est devenu membre de la Chambre des Pairs en 1890, et a été anobli du titre de danshaku (baron) sous le système nobiliaire kazoku en 1900. En outre, il est devenu l'un des conseillers privés de l'empereur.

## Source de la traduction
- (en) Cet article est partiellement ou en totalité issu de l’article de Wikipédia en anglais intitulé « Katō Hiroyuki » (voir la liste des auteurs).